# Plebejus claraobscura
Plebejus claraobscura är en fjärilsart som beskrevs av Ruggero Verity 1931. Plebejus claraobscura ingår i släktet Plebejus och familjen juvelvingar. Inga underarter finns listade i Catalogue of Life.